# کارما (کومونه)
کارما (به ایتالیایی: Carema) یک کومونه در ایتالیا است که در استان تورین واقع شده‌است.

## خصوصیات
کارما ۱۰٫۵ کیلومترمربع مساحت و ۷۷۱ نفر جمعیت دارد و ۳۴۹ متر بالاتر از سطح دریا واقع شده‌است.